# Stemonitidae
Die Stemonitidae ist eine Familie der Myxogastria. Sie ist die einzige Familie der Ordnung der Stemonitida und umfasst zehn Gattungen. Die Gruppe ist weltweit verbreitet.

## Merkmale
Charakteristisch für die Stemonitidae ist, dass ihr Plasmodium stets ein sogenanntes Aphanoplasmodium darstellt. In der Regel findet sich eine Columella, aus der das Capillitium wächst. Kalkablagerungen fehlen. Die Sporen sind meist dunkel, meist schwärzlich oder braunviolett.

## Systematik
Die Familie wurde 1873 von Józef Tomasz Rostafiński erstbeschrieben, 1922 stellte Thomas Huston Macbride sie in eine eigene Ordnung. Über die innere Systematik herrscht Dissens, einige europäische Autoren (Nannenga-Bremekamp, Mitchell, Baumann et al.) teilen die Familie in bis zu achtzehn Gattungen. Die folgende Systematik orientiert sich an Dykstra und Keller 2000. Die dort enthaltene Gattung Schenella allerdings, deren taxonomischer Status lange unklar war, hat sich durch molekulargenetische Untersuchungen 2005 als Vertreter der Gasteromyceten herausgestellt.
- Ordnung Stemonitida
  - Familie Stemonitidae
    - Brefeldia
    - Amaurochaete
    - Colloderma
    - Diacheopsis
    - Enerthenema
    - Macbrideola
    - Lamproderma
    - Stemonitis
    - Comatricha

## Nachweise
Fußnoten direkt hinter einer Aussage belegen die einzelne Aussage, Fußnoten direkt hinter einem Satzzeichen den gesamten vorangehenden Satz. Fußnoten hinter einer Leerstelle beziehen sich auf den kompletten vorangegangenen Absatz.
1. 1 2  Michael J. Dykstra, Harold W. Keller: Mycetozoa. In: John J. Lee, G. F. Leedale, P. Bradbury (Hrsg.): An Illustrated Guide to the Protozoa. Band 2. Allen, Lawrence 2000, ISBN 1-891276-23-9, S. 960–961 (englisch).
2. ↑  Hermann Neubert, Wolfgang Nowotny, Karlheinz Baumann, Heidi Marx: Die Myxomyceten Deutschlands und des angrenzenden Alpenraumes unter besonderer Berücksichtigung Österreichs. Band 3: Stemonitales. Karlheinz Baumann Verlag, Gomaringen 2000, ISBN 3-929822-02-4, S. 22.
3. ↑  David W. Mitchell: World inventory of myxomycete species - Descriptions and taxonomic references. 2010 Edition, DVD
4. ↑  Arturo Estrada-Torres, Thomas W. Gaither, Dennis L. Miller, Carlos Lado, Harold W. Keller: The myxomycete genus Schenella: morphological and DNA sequence evidence for synonymy with the gasteromycete genus Pyrenogaster. In: Mycologia. 97, 2005, S. 139–149.